# Oliver Hudson
Oliver Rutledge Hudson, född 7 september 1976 i Los Angeles, Kalifornien, är en amerikansk skådespelare. Oliver är son till Goldie Hawn och bror till Kate Hudson. Hudson är kanske mest känd för sin medverkan i TV-serien Rules of Engagement där han spelar Adam Rhodes.